# George Hudson (crooner)
Pour les articles homonymes, voir George Hudson et Hudson.
George Hudson (né le 10 juin 1916 et mort le 31 mai 1969), de son vrai nom Giusepe Michelozzo, est dans les années 1950 l’un des nombreux crooners imitant Bing Crosby, mais c’est surtout comme faire-valoir de Miles Bennett qu’il est connu. 

## L’enfance
Hudson est né en Italie, dans un petit village des Abruzzes. Son père est tailleur, sa mère coiffeuse. Sans être riche, la famille est aisée. Ils partent aux États-Unis à la fin de la guerre. Hudson a seulement quatorze ans quand son père meurt, des suites d’une tuberculose mal soignée. Dès lors, il ne sera plus qu’entouré de femmes : sa mère, ses deux sœurs, ses tantes,.

## L’apprentissage
La famille ne pouvant survivre avec le seul salaire de la mère, Hudson quitte l’école pour travailler. C’est la ronde des petits boulots : rouleur de cigares, rabatteur, organisateur de matchs de boxe, coursier pour le compte de patrons de night-clubs de l’East-Side. Hudson chante constamment quand il travaille ; Henny Youngman (comique célèbre pour ses one-liners) le repère en coulisses et persuade le patron du club de lui donner sa chance. Le succès est au rendez-vous. C’est en mars 1937 qu’apparaît la première fois le nom de George Hudson sur un programme de spectacle. 
En 1939, Hudson signe chez Decca et sort son premier disque Hudsongs. Apparition dans un court-métrage de l’époque sur les night-clubs de Manhattan,.

## L’âge d’or
Le 2 février 1947, au Latino, dans Delancey Street, Hudson rencontre pour la première fois Miles Bennett, qui deviendra son fidèle partenaire, par l’intermédiaire de leur agent commun, Elwood Brookmeyer (lui-même ancien faire-valoir dans un tandem comique). 
Grand succès au Copacabana en septembre 1947, marquant pour eux le début de la célébrité. Bien qu’il y ait des similitudes entre les deux tandems, Bennett & Hudson adoptent un comique moins burlesque que celui du Martin and Lewis comedy team (de Dean Martin et Jerry Lewis) ; ils jouent beaucoup sur les mots et le non-sens, se rapprochant plus des Marx Brothers et de l’école du New Yorker (Robert Benchley, S.J Perelman, James Thurber). L'embauche de l’humoriste Sydney Gibbs comme auteur du tandem en mai 1954 contribue à affirmer et à développer cette direction. 
Juin 1958 : Bennett et Hudson passent au Roxy Theatre. 
Automne 1959 : Hudson produit avec Milt Gabler son meilleur disque, Am I Blue. 
Décembre 1959-janvier 1960 : engagement au Sands Hotel de Las Vegas. 
1965 : dernière tournée du tandem (Blue Angel, N-Y ; Mr Kelly, Chicago ; Riviera, Las Vegas ; Slapsy Maxie, L-A) avant la rupture de 1966. Bennett et Hudson préfèrent reprendre une carrière en solo plutôt que de gâter leur amitié. Invité du Tonight Show, alors animé par Johnny Carson, Bennett s’explique : « On n’est pas fâchés, Hudson et moi. C’est juste qu’à un moment donné, on a senti qu’on ne fonctionnait plus aussi bien qu’avant, je crois qu’on s’est un peu lassés de faire tout le temps la même chose et on a préféré en rester là plutôt que de finir chez Johnny Cars… je veux dire… dans n’importe quel talk show. ».

## La fin
Hudson part pour la Californie. Il passe la fin de sa vie à animer son propre show sur une chaîne locale de NBC : le Hudson Comedy Hour. Il est décédé d’une attaque cardiaque le 31 mai 1969.